# Gymnostreptus broelemanni
Gymnostreptus broelemanni är en mångfotingart som beskrevs av Karl Wilhelm Verhoeff 1941. Gymnostreptus broelemanni ingår i släktet Gymnostreptus och familjen Spirostreptidae. Inga underarter finns listade i Catalogue of Life.